# 枝折峠
枝折峠（しおりとうげ）は、新潟県魚沼市にある峠。国道352号上に位置する。標高1,065 m。

## 概要

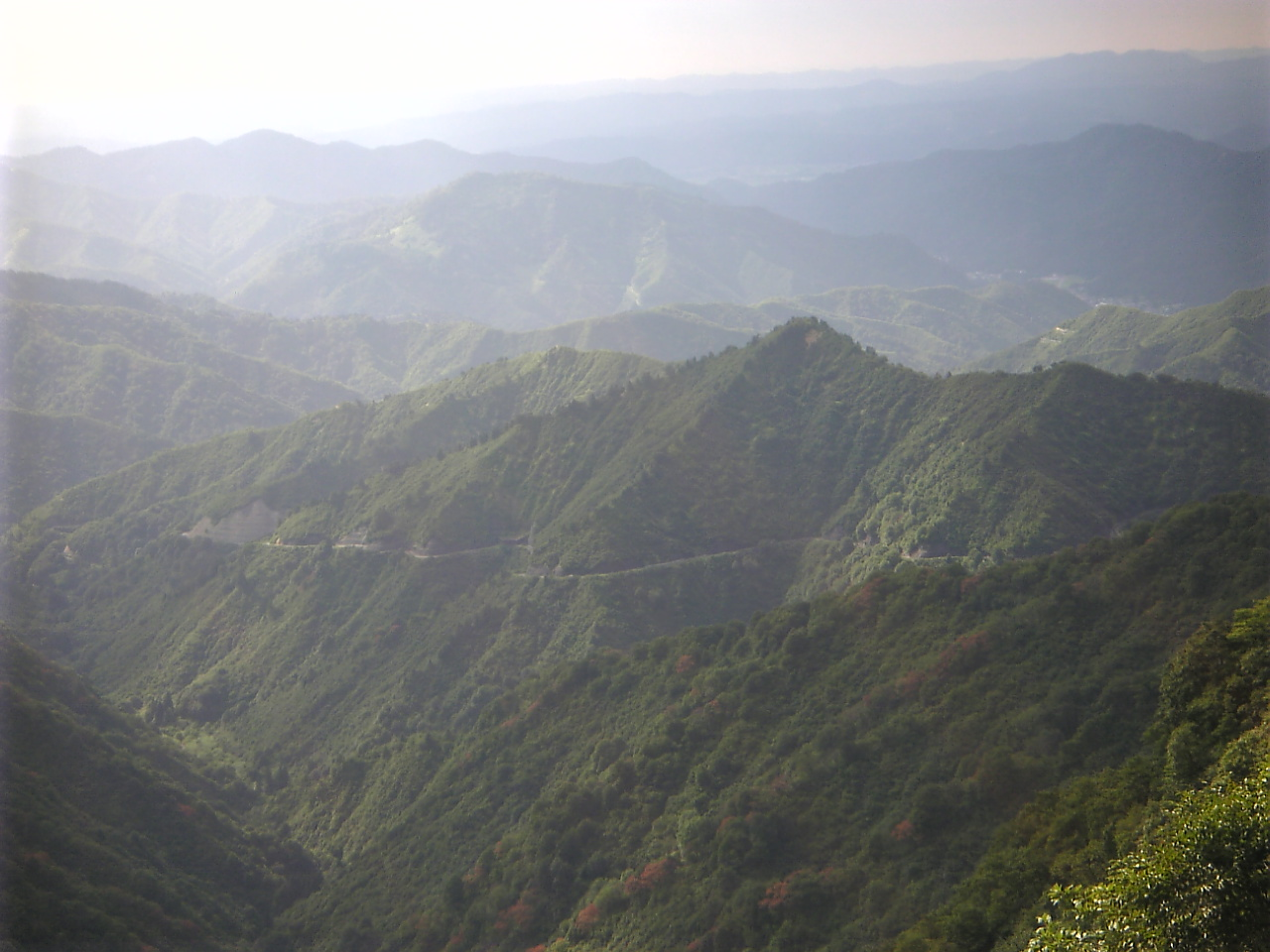
枝折峠から見下ろす国道352号（2010年8月）

近世まで峠道は現在の国道352号より南側を通っていた。特に1675年（明暦3年）に高田藩が大福銀山の採掘を開始すると、枝折峠の起点となった坂本は宿場町として栄えた。しかし、1859年（安政6年）に銀山が閉山となると峠道は廃れた。
明治時代末期になると銀山平の森林資源が着目されて、林道の必要性が提唱され、1923年（大正12年）に小出・栃尾又線が県道に認定された。1943年（昭和13年）には軍需用木材の供給のために林道の大湯・石抱間が完成した。
新潟県道50号小出奥只見線（奥只見シルバーライン）が工事用道路として1950年代中期に開通するまでの間は、極端な狭隘・屈曲路でありながら、奥只見ダム建設の輸送道路としても使われた。かつては舗装もされていなかったが、現在は全線に渡って舗装されている。
1973年（昭和48年）に銀山平から鷹巣までが県道に認定され、1975年（昭和50年）に県道から国道に昇格した。
現在でも峠の前後の区間は非常に狭隘で急カーブが連続し、路線バスおよびマイクロバスを除く大型車は通行止となっている。冬期（概ね12月～5月）は積雪等のため全面通行止となる。
なお、二輪車の終日通行禁止規制および普通車の一方通行規制（午前中は魚沼市大湯方面→銀山平方面、午後はその逆方向への一方通行）は、いずれも2006年に解除された。
大湯から銀山平の区間にはカーブの少ない奥只見シルバーラインが並行しており、こちらはトンネルを経由してバイパスして銀山平方面へ向かっている。シルバーラインは全線対面通行可能で、シーズン中は終日両方向通行できるため、現在はシルバーラインがメインルートとなっている。但し枝折峠には越後駒ヶ岳などの周辺の山岳へ向かう登山口が点在していることや、シルバーラインは二輪車、軽車両および歩行者の通行を禁止しているため、枝折峠を利用する車やバイクも多い。
なお、旧枝折峠（銀の道）は2003年（平成15年）に湯之谷村（現魚沼市）の文化財に指定されておりハイキング道として整備されている。

## 滝雲・雲海

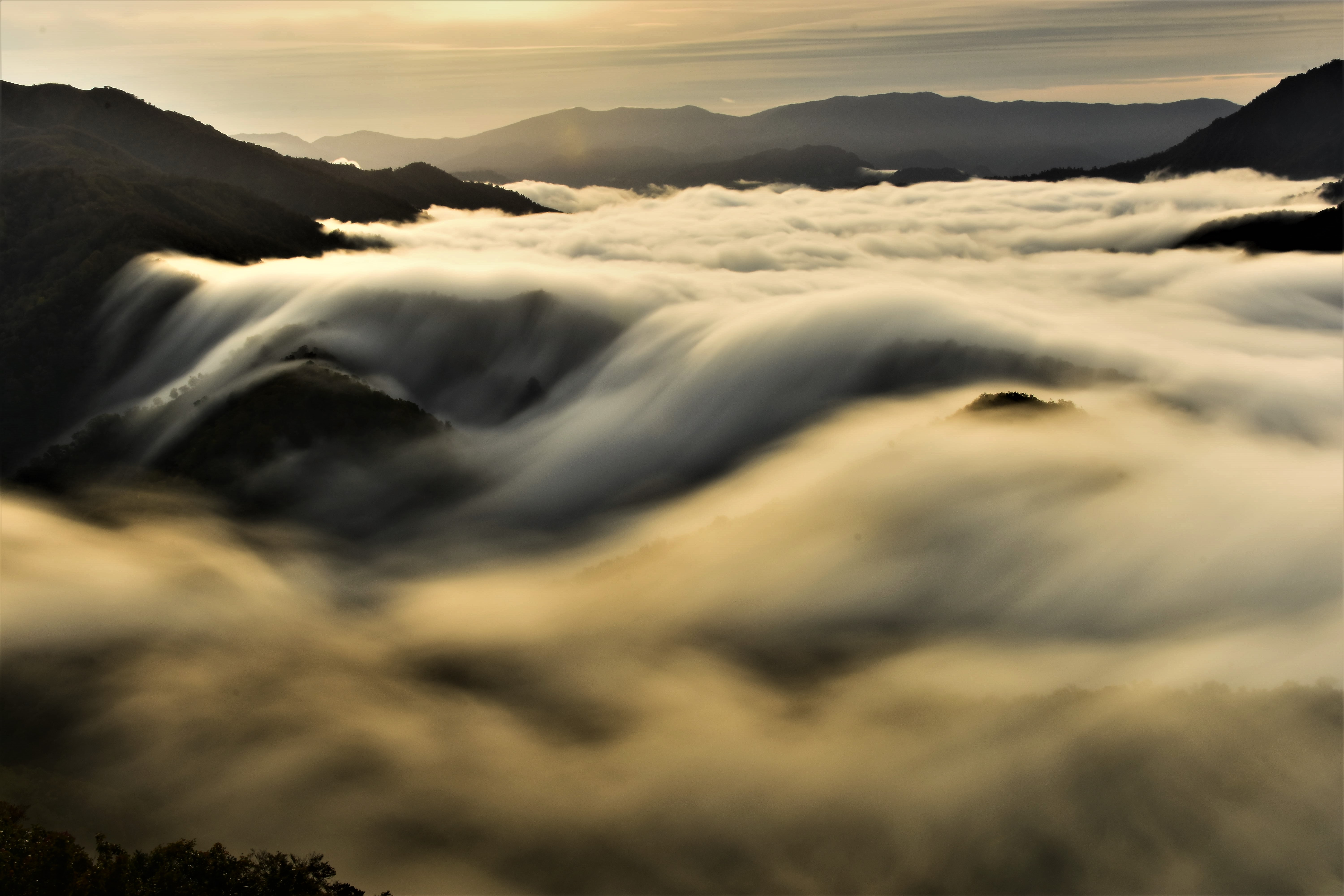
枝折峠駐車場近くから見た滝雲（2018年10月）

夏の終わりから10月頃を中心に、山あいにたまった雲海が日の出とともに峰を越えて滝のように流れ落ちる「滝雲」と呼ばれる現象が発生することがある。駐車場周辺にビューポイントが整備されているほか、秋のシーズンにはバスツアーが開催される。

## イベント

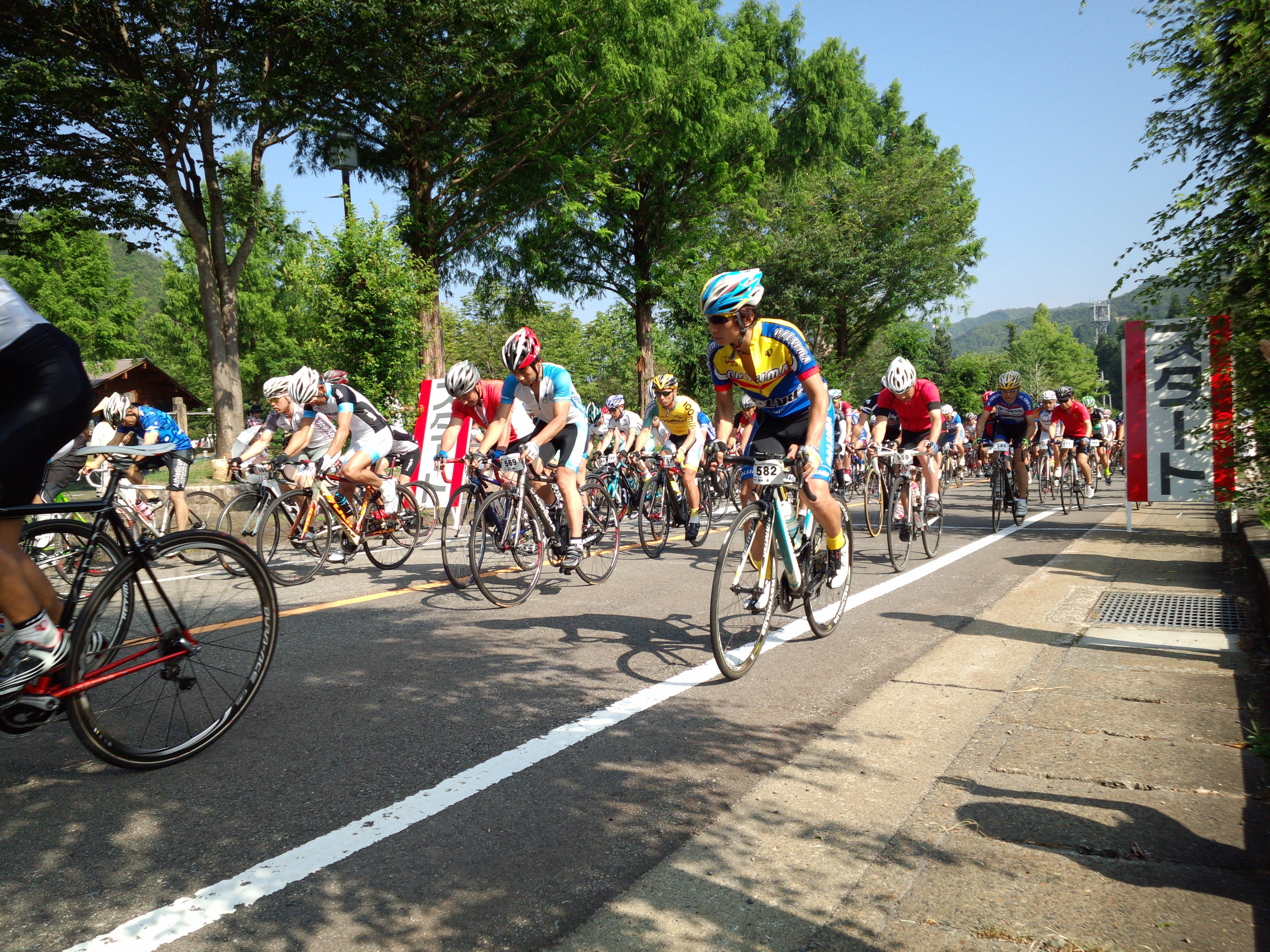
枝折峠ヒルクライム（2015年8月）

麓の大湯温泉をスタートとし、峠をゴールとする全長14 km、標高差750 mのヒルクライムレースが毎年夏に開催される。

## 交通
- 路線バス（南越後観光バス）が、夏季の観光シーズンに1日1往復運行される[6]。
  - 小出駅 - 枝折峠 - 銀山平
- 9月半ばから11月初旬までの間にて滝雲を早朝に観測出来るため、それに対応するうおぬま滝雲シャトルバスが運行されていた。こちらは越後駒ヶ岳への登山者の復路用として臨時便も運行しているが、冬季閉鎖により2024年度の運行は終了している[7]。
  - 大湯公園駐車場-枝折峠間、枝折峠-白銀の湯駐車場間